# Lovisa của Thụy Điển
Lovisa của Thụy Điển, hay Lovisa của Thụy Điển và Na Uy (Lovisa Josefina Eugenia; tiếng Thụy Điển: Lovisa av Sverige; tiếng Đan Mạch: Louise af Sverige-Norge; tiếng Anh: Louise of Sweden; 31 tháng 10 năm 1851 – 20 tháng 3 năm 1926) là Vương hậu Đan Mạch từ ngày 29 tháng 1 năm 1906 đến 14 tháng 5 năm 1912 với tư cách là vợ của Vua Frederick VIII.
Sinh ra trong Gia tộc Bernadotte, Lovisa là con trưởng và cũng là người con duy nhất còn sống đến tuổi trưởng thành của Karl XV của Thụy Điển (cũng là vua của Na Uy) và Louise của Hà Lan, cháu nội của Willem I của Hà Lan và cháu ngoại của Friedrich Wilhelm III của Phổ. Theo vai vế, Lovisa là hậu duệ duy nhất còn sống của Karl XV nhưng luật pháp kế vị của Thụy Điển vào thời điểm đó không công nhận quyền kế vị của phụ nữ, nhận thấy điều này Karl XV đã nhiều lần cố gắng sửa đổi luật pháp nhưng không thành công. Năm 1869, Lovisa kết hôn với Vương Thái tôn Christian Frederik, con trai trưởng của Vua Christian IX của Đan Mạch, và có 8 người con, trong số đó là Vua Christian X của Đan Mạch và Vua Haakon VII của Na Uy. Sau cái chết của Christian IX vào năm 1906, Vương tôn Christian Frederik kế vị ngai vàng với vương hiệu Frederick VIII, Lovisa trở thành Vương hậu của Đan Mạch với tên gọi Louise. Với tư cách là Vương hậu, Lovisa chủ yếu được biết đến với nhiều dự án từ thiện và sở thích của mình trong nghệ thuật, văn học, Lovisa sống khá kính đáo và không dành nhiều sự quan tâm đến các nhiệm vụ nghi lễ và các sự kiện công cộng. Lovisa đồng thành cùng chồng bà trong suốt triều đại của Frederick VIII cho đến khi chồng bà qua đời năm 1912. Tháng 5 năm 1912, con trai cả của bà lên ngôi với danh hiệu Christian X của Đan Mạch. Kể từ khi chồng bà là Frederick VIII qua đời, Lovisa được biết đến đơn giản là Vương thái hậu của Đan Mạch để phù hợp hơn vì thực tế khi đó bà đã là mẹ Quốc vương của Đan Mạch.

## Cuộc sống ban đầu

### Thân thế
Lovisa sinh ra vào ngày 31 tháng 10 năm 1851 tại Cung điện Vương thất Stockholm. Tên của bà trong tiếng Thụy Điển là Lovisa và thường được dịch thành Louise trong ngôn ngữ tiếng Anh, nhưng thường được Vương gia gọi với biệt danh [Sessan] trong suốt khoảng thời thơ ấu. Lovisa chào đời là con gái đầu lòng của Thái tử và Thái tử phi của Thụy Điển (sau là Quốc vương Karl XV và Vương hậu Victoria). Vì vậy, ngoài là con cháu của Nhà Bernadotte Thụy Điển, thông qua mẹ bà còn là chắt của William I của Hà Lan. Năm 1852, em trai bà Vương tôn Carl Oscar, Công tước xứ Södermanland được sinh ra. Tuy nhiên, Carl Oscar mất khi chưa đầy 2 tuổi khiến Lovisa trở thành con một của cha mẹ bà, nhưng thời gian sau mẹ bà, Thái tử phi Victoria bất ngờ có những chịu chứng của việc không thể sinh con thêm được nữa, điều này đồng nghĩa là ngai vàng sẽ được truyền cho em trai của cha Lovisa, Vương tôn Oscar. Nhận thấy điều này, Victoria đề nghị ly hôn với chồng nhưng bị ông phản đối. Mặc dù trước đây Thụy Điển không thiếu việc được cai trị bởi một Nữ Vương nhưng Đạo luật Kế vị năm 1810 của Thụy Điển đã đột ngột bãi bỏ quyền kế vị của phụ nữ và theo Chế độ phụ hệ để kế vị.

### Thời thơ ấu và giáo dục

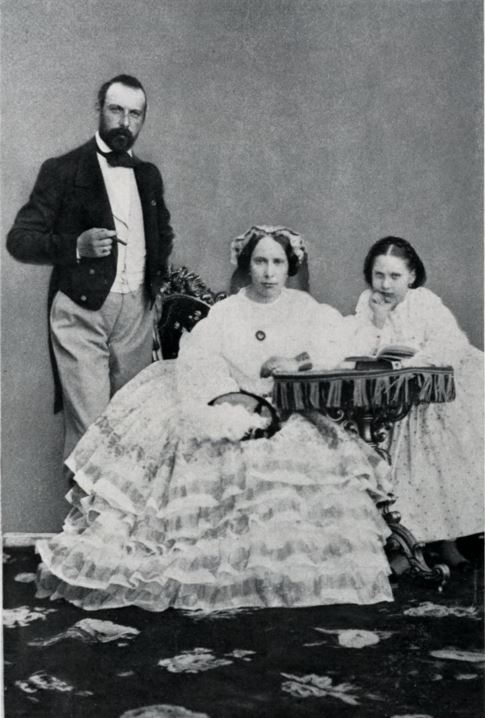
Lovisa bên cha và mẹ.

Tháng 7 năm 1859, khi được 7 tuổi, cha bà kế vị trở thành Karl XV của Thụy Điển. Vì Na Uy lúc này trong việc kiểm soát của Thụy Điển nên danh hiệu chính thức của Lovisa khi đó là Her Royal Highness Princess Lovisa of Sweden and Norway. Sau khi lên ngôi, Quốc vương Karl XV đã cố gắng đề ra một hiến pháp mới công nhận con gái ông là người thừa kế ngai vàng của Thụy Điển và Na Uy nhưng điều này đã không được Quốc hội Thụy Điển công nhận vì hiến pháp vào thời điểm đó không có cuộc khủng hoảng kế vị nào nữa; cộng thêm con trai trưởng của Vương tôn Oscar ra đời năm 1858 làm cho Lovisa không có cơ hội để kế vị cha bà.
Ngoài cái biệt danh mà Karl XV dùng để gọi con gái [Sessan], Lovisa đã tự đặt cho mình một cái tên ''Stockholmsrännstensungen'' nhưng thường bị Vương tôn Oscar phớt lờ nó. Mặc dù Lovisa là không được nối tiếp cha nhưng trong khía cạnh nào đó Lovisa là trung tâm của công chúng khi còn là một đứa trẻ ở Stockholm, bà có lẽ là cô công chúa duy nhất trong sống trong Hoàng thất Thụy Điển vào thời điểm đó được yêu thương và chiều chuộng hết mực, Lovisa được miêu tả là giống mẹ trong ngoại hình và giống cha trong hành vi, bà rất hòa đồng cũng như năng động và mạnh mẽ. Việc giáo dục Lovisa được giao phó cho bà Hilda Elfving, một gia sư người Thụy Điển, Lovisa và mẹ cũng là người khởi xướng phong chào dạy bơi cho phụ nữ Thụy Điển và thời điểm đó.

## Trữ phi Đan Mạch
Kế hoạch hôn nhân của Lovisa diễn ra trong thời kỳ chủ nghĩa Scandinav trở nên phổ biến. Hoàng thất Thụy Điển đã chọn Vương Thái tôn Christian Frederik, mặc dù gian đoạn này mối qua hệ giữa Hoàng gia Thụy Điển-Na Uy và Đan Mạch đang rất căng thẳng. Ở Đan Mạch, người ta cũng thất vọng vì Thụy Điển, mặc dù cùng theo chủ nghĩa Scandinav, nhưng đã không ủng hộ Đan Mạch chống lại Phổ trong Chiến tranh Đan Mạch-Phổ năm 1864. Sau năm 1864, Thụy Điển-Na Uy và Đan Mạch bắt đầu thảo luận đưa ra một đề xuất hòa giải mang tính biểu tượng giữa hai quốc gia bằng cách dàn xếp một cuộc hôn nhân giữa Vương nữ Lovisa và Vương Thái tôn Christian Frederik. Sau khi kế hoạch hôn nhân được đưa ra cả Vương thất Thụy Điển và Đan Mạch điều cẩn trọng vì mối quan hệ đang không tốt đẹp giữa Karl XV và cha của hôn phu tương lai của con gái ông, Christian IX. Trong tình thế này, Vương thất Đan Mạch cũng đang cân nhắc về liên minh giữa hai nước, phần lớn họ muốn ưu tiên một công chúa Đức hơn vì Đan Mạch đang có xung đột giữa Đức và cuộc hôn nhân sẽ mang tính chất hòa giải.

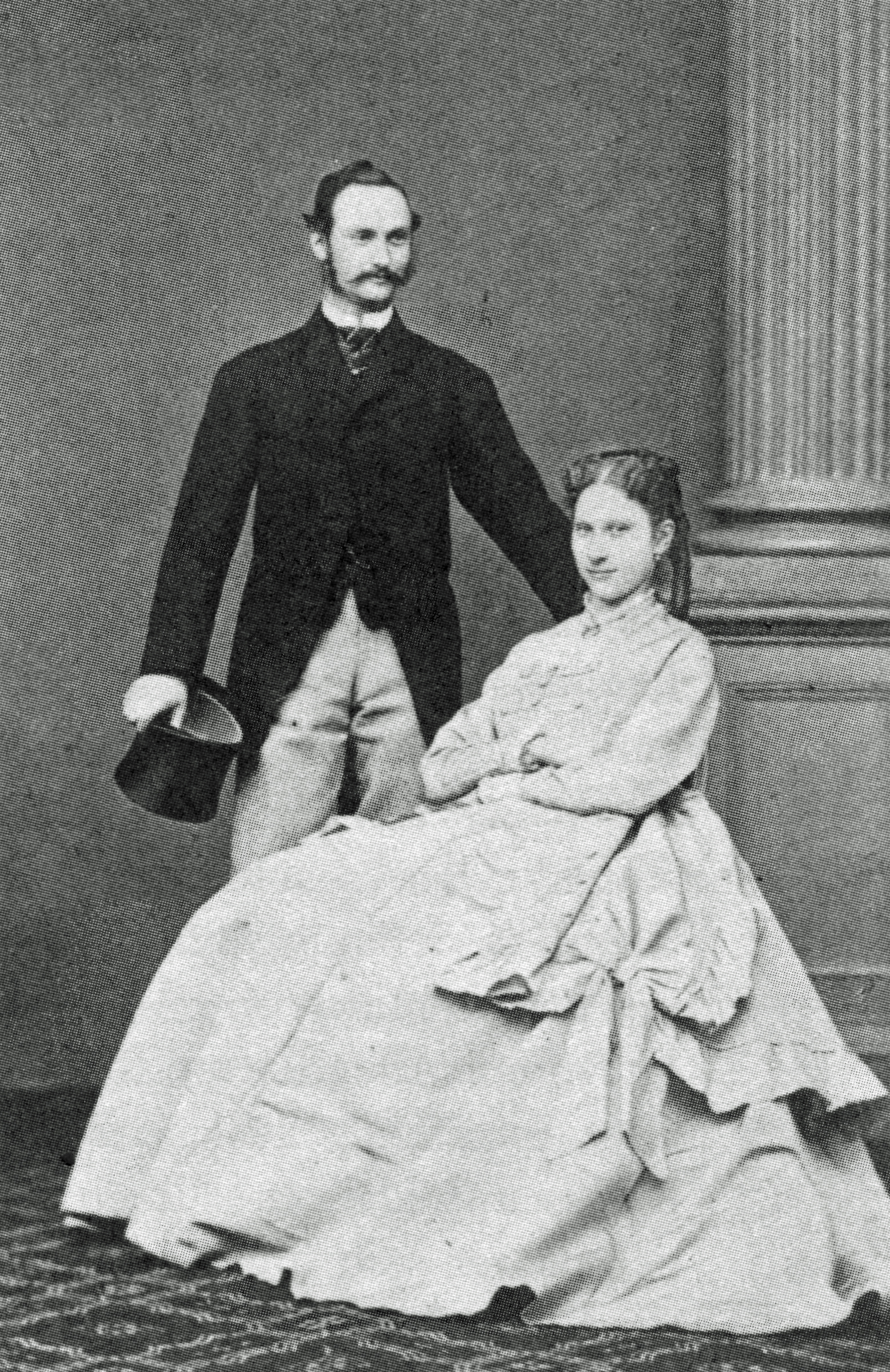
Lovisa và Christian Frederik.

Lovisa và Christian Frederick được gặp nhau lần đầu tiên vào năm 1862, khi Lovisa 11 tuổi và Christian Frederik 19 tuổi. Mặc dù, Karl XV vẫn muốn thấy con gái mình có một cuộc hôn nhân thuận lợi và trở thành Vương hậu của Đan Mạch nhưng hầu như ông không muốn ép con gái mình vào một cuộc hôn nhân sắp đặt, vì vậy cả hai Hoàng gia đã tổ chức một buổi gặp mặt để Lovisa có thể tự quyết định. Vào ngày 14 tháng 4 năm 1868, một cuộc gặp gỡ  được sắp xếp giữa Lovisa và Christian Frederik tại Lâu đài Bäckaskog ở Scania, Thụy Điển. Lễ đính hôn của Lovisa diễn ra vào ngày 15 tháng 6 năm 1868 tại Lâu đài Bäckaskog, trong thời gian này bà đã học tiếng Đan Mạch. Hôn lễ chính thức vào ngày 28 tháng 7 năm 1869 trong nhà nguyện của Cung điện Hoàng gia Stockholm bởi Tổng giám mục của Uppsala Henrik Reuterdahl. Lovisa là thành viên thứ hai của Thụy Điển trở thành Vương hậu Đan Mạch kể từ sau thời Ingeborg Magnusdotter của Thụy Điển và bà cũng là công chúa đầu tiên của Nhà Bernadotte kết hôn với thành viên của Hoàng thất Đan Mạch.

## Vương hậu Đan Mạch
Lovisa đã gặp khó khăn trong thời gian dài làm Trữ phi Đan Mạch, mặc dù bà đã trở nên rất nổi tiếng với công chúng. Bà được coi là thông minh uy nghiêm và ấn tượng và có tính cách thẳng thắng nhưng điều này không được mẹ chồng ưa chuộng, trong vụ việc này Lovisa nhận rõ chồng mình quá nhút nhát để có thể ủng hộ mình, vì vậy Vương hậu Louise ra lệnh cho Lovisa và Christian Frederick rời khỏi đất nước trong ba tháng.
Sau cái chết của Christian IX vào ngày 29 tháng 1 năm 1906. Vương Thái tôn Christian Frederik kế vị trở thành Quốc vương Đan Mạch với vương hiệu Frederick VIII và Lovisa trở thành Vương hậu Đan Mạch. Lovisa được mô tả là một bậc cha mẹ nghiêm khắc nhưng chu đáo, người đã cho con cái mình một tuổi thơ bị chi phối bởi tôn giáo và bổn phận. Nhưng lối sống ngoại tình của Frederick VIII đã phá hủy mối hạnh phúc này và một phần làm vơi đi danh tính của ông. Ở tuổi trung niên, Lovisa sống khá kính đáo, nhưng tìm thấy niềm an ủi trong tôn giáo, bà học tiếng Hy Lạp, tham gia nghiên cứu Kinh thánh và cũng tính cực hoạt động từ thiện.

## Góa phụ
Lovisa góa chồng vào năm 1912. Con trai cả của bà là Christian X của Đan Mạch trở thành vị vua mới của Đan Mạch. Bà là góa phụ cuối cùng của một quốc vương Đan Mạch chính thức sử dụng tước hiệu Vương thái hậu. Từ năm 1915 đến năm 1917, bà tự xây dựng Lâu đài Egelund giữa Hillerød và Fredensborg, nơi bà sống cho đến cuối đời. Vương hậu Lovisa qua đời tại Cung điện Amalienborg ở Copenhagen vào năm 1926 và được an táng bên cạnh chồng trong Nhà thờ Roskilde.

## Tước hiệu
- Ngày 31 tháng 10 năm 1851 – 28 tháng 7 năm 1869: Her Royal Highness Vương nữ Lovisa của Thụy Điển và Na Uy Điện hạ.
- Ngày 28 tháng 7 năm 1869 – 29 tháng 1 năm 1906: Her Royal Highness Vương Thái tử phi Lovisa của Đan Mạch Điện hạ.
- Ngày 29 tháng 1 năm 1906 – 14 tháng 5 năm 1912: Vương hậu Lovisa Bệ hạ.
- Ngày 14 tháng 5 năm 1912 – 20 tháng 3 năm 1926: Thái hậu Lovisa Bệ hạ.

## Con cái
| Tên                 | Sinh - Mất                                 | Ghi chú                                    |
| ------------------- | ------------------------------------------ | ------------------------------------------ |
| Vương tôn Christian | 26 tháng 9 năm 1870 - 20 tháng 4 năm 1947  | sau là Christian X của Đan Mạch            |
| Vương tôn Carl      | 3 tháng 8 năm 1872 - 21 tháng 9 năm 1957   | sau là Haakon VII của Na Uy                |
| Vương nữ Louise     | 17 tháng 2 năm 1875 - 4 tháng 4 năm 1906   |                                            |
| Vương tôn Harald    | 8 tháng 10 năm 1876 - 30 tháng 3 năm 1949  |                                            |
| Vương nữ Ingeborg   | 2 tháng 8 năm 1878 - 12 tháng 3 năm 1958   | sau là Công tước phu nhân xứ Västergötland |
| Vương nữ Thyra      | 14 tháng 3 năm 1880 - 2 tháng 11 năm 1945  |                                            |
| Vương tôn Gustav    | 4 tháng 3 năm 1887 - 5 tháng 10 năm 1944   |                                            |
| Vương nữ Dagmar     | 23 tháng 5 năm 1890 - 11 tháng 10 năm 1961 |                                            |